# Kalman Chameides
Kalman Chameides (ur. 5 kwietnia 1902 w Szczercu, zm. w listopadzie 1943 w getcie lwowskim) – rabin, działacz społeczny i religijny, związany ze społecznością żydowską w Katowicach.

## Życiorys
Urodził się w Szczercu, około 30 km od Lwowa, w biednej, ale głęboko religijnej rodzinie ortodoksyjnej. Od najmłodszych lat wychowywany w duchu tradycji żydowskiej, uczęszczał do chederu i lokalnej jesziwy, gdzie zdobywał podstawy wiedzy religijnej. Po ukończeniu nauki w rodzinnej miejscowości wyjechał do Wiednia, gdzie studiował w Hebrajskiej Akademii Pedagogicznej. Kontynuował edukację w seminarium rabinackim w Wiedniu, jednocześnie studiując filozofię i filologię klasyczną na Uniwersytecie Wiedeńskim.
W 1925 roku, dzięki wsparciu finansowemu żydowskiego potentata przemysłowego z Włoch, wyjechał do Jerozolimy, aby studiować na Uniwersytecie Hebrajskim. Rok później wrócił do Europy i kontynuował studia w seminarium rabinackim we Wrocławiu. Ukończył je w 1928 roku, otrzymując nagrodę za osiągnięcia w dziedzinie filozofii i Midraszu. 19 stycznia 1929 roku otrzymał ordynację rabinacką i objął stanowisko rabina w Katowicach. Pełnił funkcję sędziego Av Beit Din oraz kapelana. Był znany z umiejętności prowadzenia wykładów i przemówień w czterech językach: polskim, niemieckim, jidysz i hebrajskim. Uczył religii w szkołach średnich Katowic.
Rabin Chameides zasłynął z konfrontacji z antysemickimi dziennikarzami podczas procesu o zniesławienie Talmudu, gdzie bronił wartości i tradycji judaizmu. Był inicjatorem i redaktorem biuletynu społeczności żydowskiej w Katowicach, który służył integracji i edukacji lokalnej diaspory. W 1937 roku został mianowany rabinem wojskowym dla żydowskich żołnierzy stacjonujących w Katowicach. Tymczasowo pełnił również obowiązki rabina w Będzinie.
Aktywnie angażował się w działalność społeczną i edukacyjną. Był przewodniczącym katowickiego oddziału Przyjaciół Uniwersytetu Hebrajskiego, wspierając ideę rozwoju szkolnictwa wyższego wśród Żydów. Jako członek organizacji B’nai B’rith oraz licznych stowarzyszeń syjonistycznych i ogólnożydowskich, przyczyniał się do wzmacniania więzi społecznych. Wspierał działalność młodzieżową, m.in. organizacji Bene Akiwa, promując edukację i świadomość narodową. Przyczynił się do zakładania szkół żydowskich, w tym szkoły Beis Jaakow, kładąc nacisk na edukację dziewcząt.
Kalman Chameides pisał eseje w języku niemieckim i polskim dla społeczności Katowic w latach 1932–1936. Stanowią one świadectwo na temat sytuacji w Europie, przyszłości Żydów i perspektyw dzieci żydowskich. W swoich pismach wzywał do przygotowania dzieci na nadchodzącą nienawiść i podkreślał znaczenie nadziei i godności. Jego syn Leon wydał te pisma po wojnie.
Tuż przed wybuchem II wojny światowej przebywał w Anglii, gdzie oferowano mu prestiżowe stanowiska rabinackie. Pomimo możliwości pozostania za granicą, zdecydował się wrócić do Katowic, aby wesprzeć swoją społeczność w trudnych czasach. W 1939 roku z rodziną wyjechał do swojej rodziny w Szczercu. Po ataku Niemiec na ZSRR w 1941 roku został powołany do wydziału religijnego w Judenracie we Lwowie. W 1942 roku, w obliczu zagrożenia likwidacją społeczności żydowskiej, współpracował z arcybiskupem Andrzejem Szeptyckim w celu ratowania zwojów Tory. Zmarł na tyfus w getcie lwowskim w listopadzie 1943 roku.
Był mężem Trude Koenigshoeffer. Mieli dwóch synów: Tzvi (później profesor Herbert Chameides) i Yehuda Chaim (dr Leon Chameides), którzy przeżyli Holokaust i kontynuowali dzieło ojca, przyczyniając się do rozwoju nauki i edukacji.